# Mignon Anderson
Mignon Anderson (31 de marzo de 1892 – 25 de febrero de 1983) fue una actriz estadounidense, reconocida por su trabajo en la época del cine mudo. 

## Carrera
Nació en Baltimore, bajo el seno de una familia de actores y actrices. En 1911 se unió a la compañía "Thanhouser Studios" en Nueva York. Era bastante baja de estatura y rubia. Anderson protagonizó junto a William Garwood una gran cantidad de películas cortas, incluida A New Cure for Divorce en 1912.

## Vida personal
Actuando en las películas de la compañía Thanhouser conoció al actor Morris Foster, también de la misma compañía. Estuvo casada con Foster desde 1915 hasta su muerte en 1966.
Anderson murió en Burbank, California, a los 90 años.

## Filmografía
| - The Winter's Tale (1910) - Robert Emmet (1911) - Silas Marner (1911) - The Pied Piper of Hamelin (1911) - David Copperfield (1911) - A Master of Millions (1911) - As It Was in the Beginning (1912) - Nicholas Nickleby (1912) - The Star of the Side Show (1912) - Dora Thorne (1912) - Her Secret (1912) - On the Stroke of Five (1912) - Farm and Flat (1912) - The Finger of Scorn (1912) - The Merchant of Venice (1912) - Treasure Trove (1912) - A New Cure for Divorce (1912) - Old Doctor Judd (1912) - Big Sister (1912) - When a Count Counted (1912) - Lucile (1912) - Orator, Knight and Cow Charmer (1912) - At the Foot of the Ladder (1912) - Please Help the Pore (1912) - Miss Robinson Crusoe (1912) - When Mercy Tempers Justice (1912) - The Truant's Doom (1912) - The Thunderbolt (1912) - Standing Room Only (1912) - A Will and a Way (1912) - At Liberty—Good Press Agent (1912) - With the Mounted Police (1912) - Just a Shabby Doll (1913) - King René's Daughter (1913) - Little Dorrit (1913) - Robin Hood (1913) - A Daughter Worth While (1913) - The Plot Against the Governor (1913) - A Clothes-Line Quarrel (1913) - A Beauty Parlor Graduate (1913) - Pamela Congreve (1914) - Two Little Dromios (1914) - Turkey Trot Town (1914) - The Elusive Diamond (1914) - Why Reginald Reformed (1914) - The Golden Cross (1914) - The Scientist's Doll (1914) - Guilty or Not Guilty (1914) - When Sorrow Fades (1914) - The Tin Soldier and the Dolls (1914) - Beating Back (1914) - When Algy Froze Up (1914) - From the Flames (1914) - Getting Rid of Algy (1914) - Lost: A Union Suit (1914) - A Dog of Flanders (1914) - Rivalry (1914) - The Man Without Fear (1914) - The Million Dollar Mystery (Cameo, 1914) - The Harlow Handicap (1914) - The Substitute (1914/III) - The Messenger of Death (1914) | - The Guiding Hand (1914) - Stronger Than Death (1914) - Conscience (1914/II) - Jean of the Wilderness (1914) - The Terror of Anger (1914) - A Denver Romance (1914) - Naidra, the Dream Woman (1914) - When East Meets West (1914) - A Hatful of Trouble (1914) - Lucy's Elopement (1914) - The Bridal Bouquet (1915) - Her Menacing Past (1915) - An Inside Tip (1915) - A Yellowstone Honeymoon (1915) - In the Jury Room (1915) - The Shoplifter (1915) - The Magnet of Destruction (1915) - The Reformation of Peter and Paul (1915) - A Scientific Mother (1915) - The Song of the Heart (1915) - The House That Jack Moved (1915) - The Girl of the Sea (1915) - Innocence at Monte Carlo (1915) - A Maker of Guns (1915) - Madame Blanche, Beauty Doctor (1915) - Dot on the Day Line Boat (1915) - Outcasts of Society (1915) - Milestones of Life (1915) - The Revenge of the Steeple-Jack (1915) - A Message Through Flames (1915) - The Price of Her Silence (1915) - John T. Rocks and the Flivver (1915) - At the Patrician Club (1915) - The Mill on the Floss (1915) - The Woman in Politics (1916) - The Knotted Cord (1916) - The City of Illusion (1916) - Her Husband's Wife (1916/I) - Pamela's Past (1916) - Perils of the Secret Service (1917) - Even As You and I (1917) - The Phantom's Secret (1917) - A Young Patriot (1917) - The Circus of Life (1917) - The Hunted Man (1917) - Meet My Wife (1917) - A Wife on Trial (1917) - The Master Spy (1917) - The Claim (1918) - The Shooting Party (1918) - The Secret Peril (1919) - The Midnight Stage (1919) - Blind Man's Eyes (1919) - Marry My Wife (1919) - The House of Intrigue (1919) - King Spruce (1920) - Mountain Madness (1920) - The Heart of a Woman (1920) - Cupid's Brand (1921) - Kisses (1922) |